# Нурія Есперт
Нурія Есперт (ісп. Núria Espert Romero; 11 червня 1935, Оспіталет-де-Льйобрегат, Іспанія) — іспанська акторка театру і кіно. 

## Вибіркова фільмографія
- Акторки (1996)
- Одинадцять пар чобіт (1954)